# Triddana
Triddana es un grupo musical de folk metal de Argentina, formado a comienzos de 2011, cuyo estilo es una combinación de folk celta (principalmente con elementos de la música tradicional escocesa e irlandesa, y heavy metal. 

## Historia

### Significado del Nombre
Triddana proviene de la palabra "Troideanna", del gaélico irlandés, la cual significa "Luchas". La palabra "Troideanna" fue adaptada fonéticamente para convertirla en el nombre de la banda.

### El comienzo
A principios de 2011, la mayoría de los integrantes que formaban parte de Skiltron (Diego Valdez, Pablo Allen, Fernando Marty y Juan José Fornés) deciden abandonar el grupo por diferencias personales con los miembros restantes. Juntos forman Triddana, continuando el estilo que practicaban en su anterior banda, pero profundizando más la influencia del folk irlandés y escocés presente en sus canciones.

### The Beginning (EP)
A mediados de 2011, lanzan su primer EP titulado The Beginning, el cual fue lanzado principalmente en Argentina en formato difital y muy pocas copias en formato físico. Este EP no cuenta con ningún baterista, todas las baterías fueron programadas por computadora por Juan José Fornés. Luego de esta publicación se incorpora a la banda Ranz (Patán Magnos) en Batería.
De esta manera, la formación queda completa, y así comienzan a realizar conciertos en Buenos Aires y el interior del país. 
El 10 de marzo de 2012 realizan su primer show en vivo en el Asbury Club, Buenos Aires, Argentina, el cual contó con los 4 temas de su primer EP, un nuevo tema titulado "The Wicked Wheel (Rage On)", un cover de Loreena McKennitt All Souls Night y 2 temas de su anterior banda Skiltron, Fast and Wild y Calling Out los cuales por medio de un comunicado legal por parte de Skiltron realizado a los miembros de la banda días previos al show, solo pudieron interpretar musicalmente y Diego Valdez no pudo cantar las letras, las cuales fueron interpretadas por el público, ya que por un tema legal de derechos de autor, las letras de los temas pertenecen a Emilio Souto (Skiltron) y la música a Juan José Fornés.
Su segundo show en vivo se realizó el 30 de junio de 2012 en Gier Music Club, Buenos Aires, Argentina, en el cual la banda presentó la mayoría de los temas de su primer disco y toco dos temas de su anterior banda, Between My Grave And Yours y Awaiting Your Confession sin ningún tipo de problema legal.

### Ripe For Rebellion
El 8 de diciembre de 2012 lanzaron su primer álbum de estudio Ripe For Rebellion, editado en forma independiente. El cual fue presentado en el Salón Reducci, Buenos Aires, Argentina el mismo día. El show contó con gran parte del los temas del disco, 3 temas de Skiltron, Fast and Wild, Awaiting Your Confession y Between My Grave and Yours, un fragmento Heaven and Hell (Black Sabbath) y la versión de Loreena McKennitt All Souls Night.

### The Power and the Will
El bajista Fernando Marty es reemplazado por Diego Rodríguez (Adicta) y comienzan la grabación de un nuevo álbum, pero justo antes de su lanzamiento abandona la banda el cantante Diego Valdez por lo que el resto de los miembros deciden reemplazar las voces grabadas. Juan José Fornés se encarga de las voces asumiendo el doble rol de cantante y guitarrista. De esta forma, The Power and the Will se convierte en el segundo álbum del grupo, editado en Europa a través del sello alemán Powerprog
Luego del lanzamiento Ranz (Baterista) decide salir de la banda por diferencias musicales y es reemplazado por Maximiliano Valdez durante unos shows hasta que Joaquín Franco se une a la banda.
A comienzos de 2016 Triddana confirma sus primeros shows en Europa mientras preparan el lanzamiento de un nuevo disco de versiones acústicas.

### Twelve Acoustic Pieces
El 15 de mayo de 2017 editan su disco de versiones acústicas titulado: Twelve Acoustic Pieces a través de un sello independiente en formato Digital. Este disco se lanzó en formato digital e incluye los mejores temas de sus primeros dos discos en versión acústica. La banda había lanzado una campaña de micromecenazgo para poder solventar los gastos de grabación y producción del disco por medio de la plataforma indiegogo.

### Rising from Within
El 26 de junio de 2018 editan último disco hasta la actualidad titulado "Rising from Within". Este disco fue lanzado en Argentina y resto del mundo independientemente, primero en formato digital y luego en formato físico.

## Estilo musical
Si bien el estilo musical de Triddana guarda gran similitud con su banda predecesora (algo comprensible teniendo en cuenta que está formada por casi todos sus exintegrantes), existen diferencias notorias en la composición, algo más agresiva y directa, y en la lírica; desaparecen los tópicos referentes a la historia escocesa (como William Wallace), aunque se mantienen otros (como la crítica al Catolicismo) y se agrega un nuevo componente que es la crítica a la sociedad actual (por ejemplo, al hablar de la guerra en varias canciones).

## Miembros

### Actuales
- Juan José Fornés - Voz (2015-presente), Guitarra eléctrica (2011-presente)
- Pablo Allen - Gaita, Flauta irlandesa (2011-presente)
- Diego Rodríguez - Bajo eléctrico (2014-presente)
- Joaquín Franco - Batería (2016-presente)

### Anteriores
- Fernando Marty - Bajo eléctrico (2011-2014)
- Diego Valdez - Voz (2011-2015)
- Ranz - Batería (2011-2016)
- Maximiliano Valdez - Batería (2016)

## Discografía

### EP
| Año  | Título        |
| ---- | ------------- |
| 2011 | The Beginning |

### Sencillos
| Año  | Título                       |
| ---- | ---------------------------- |
| 2016 | Spoke the Firefly - Acoustic |

### Álbumes de estudio y en vivo
| Año  | Título                 |
| ---- | ---------------------- |
| 2012 | Ripe For Rebellion     |
| 2015 | The Power and the Will |
| 2017 | Twelve Acoustic Pieces |
| 2018 | Rising from Within     |